# Gnetum nodiflorum
Gnetum nodiflorum là một loài thực vật hạt trần trong họ Gnetaceae. Loài này được Brongn. mô tả khoa học đầu tiên năm 1829.